# Félicité de Fernig
Félicité Fernig, född 1770, död 1841, var en fransk soldat. Hon var, tillsammans med sin syster Théophile Fernig (1775–1819) känd som en av Sœurs Fernig (Systrarna Fernig), två systrar som klädde ut sig till män och lät värva sig i franska armén.

## Biografi
Félicité Fernig var dotter till militären François Louis Joseph Fernig och Marie Adrienne Bassez och syster till greve Jean Louis Joseph de Fernig, Marie Antoinette Louise Fernig (gift med köpman Neremburger Hendrich) och Marie-Josephe Adrienne-Elisabeth-Aimée Fernig (gift med generalen comte Guilleminot). 
Systrarna växte upp i Mortagne, där deras far tränade dem i vapenhantering och jakt. År 1792 klädde de ut sig till män och lät värva sig i armén för att slåss mot österrikarna. De utmärkte sig i strid och deltog i Slaget vid Valmy, Slaget vid Jemappes, Slaget vid Anderlecht och Slaget vid Nerwinde. Vid ett tillfälle blev de avslöjade som kvinnor, men tilläts trots detta att bli kvar i tjänst, något som förekom under revolutionskrigen och är känt även från fallet Angélique Brûlon. De utnämndes till stabsofficerare och aide-de-camp (adjutanter) hos Charles François Dumouriez och blev under denna tid ofta omskrivna i fransk press.
När Dumouriez år 1793 hoppade av till Österrike drogs de med i hans fall trots att de uppgav att han hade lurat dem att följa honom. Deras landsförvisning upphävdes dock 1802. Systrarna bosatte sig sedan i Bryssel, där Félicité Fernig gifte sig med den belgiska kaptenen François Joseph Herman Van der Wallen.